# Daniel McLay
Daniel "Dan" McLay (né le 3 janvier 1992, à Wellington en Nouvelle-Zélande) est un coureur cycliste anglais d'origine écossaise. Spécialiste des épreuves sur piste à ses débuts, il pratique principalement le cyclisme sur route depuis 2011.

## Biographie

### Débuts cyclistes et carrière chez les amateurs

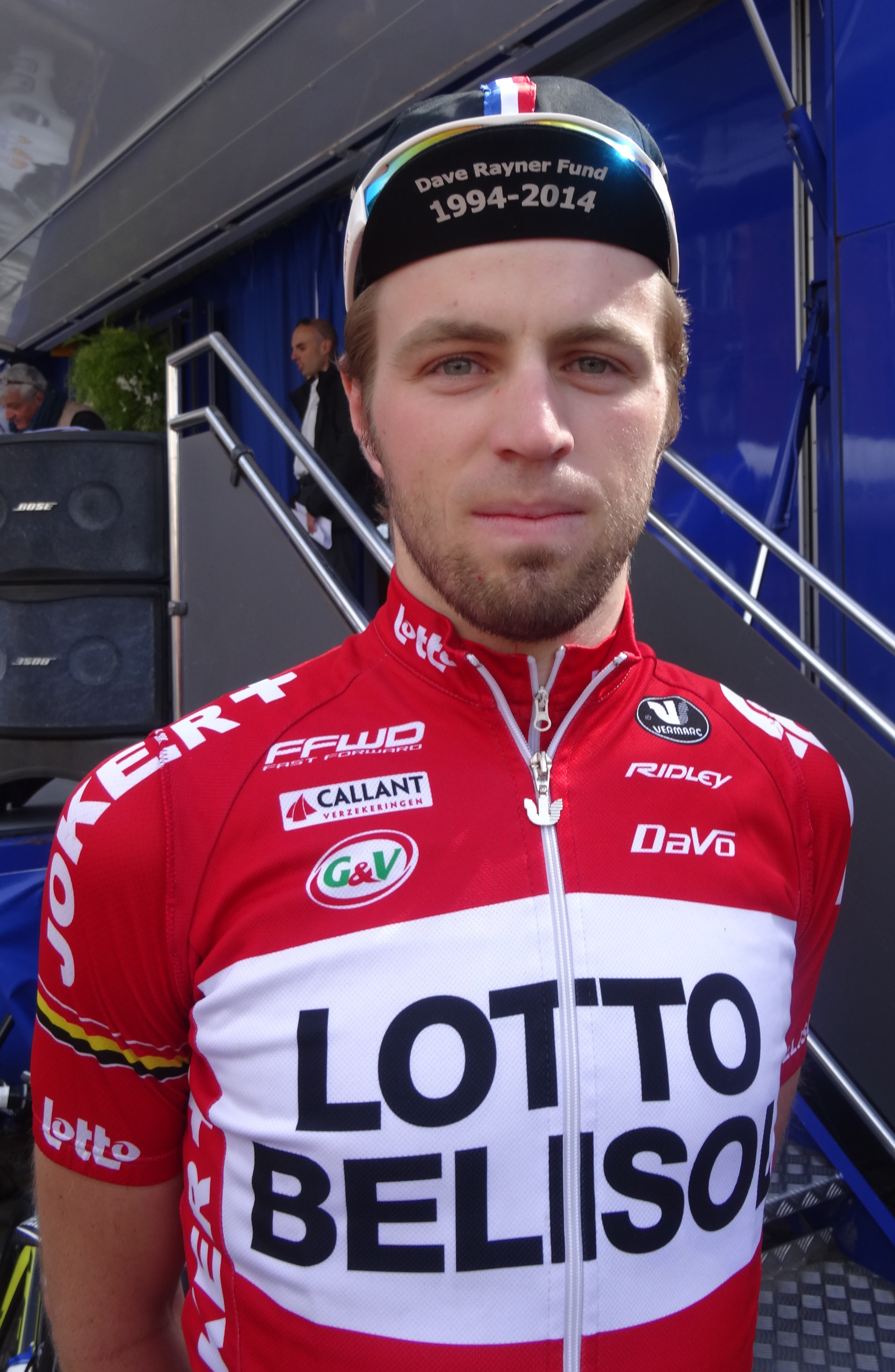
Daniel McLay avant le départ de la 3e étape du Paris-Arras Tour qu'il a remportée.

Daniel McLay naît le 3 janvier 1992 à Wellington en Nouvelle-Zélande. Il commence le vélo à l'âge de six ans et devient champion de Grande-Bretagne sur piste à l'âge de 16 ans. Il représente la Grande-Bretagne aux Jeux olympiques de la jeunesse en 2007.
Il représente également la Grande-Bretagne lors des championnats d'Europe juniors de cyclo-cross en 2008. 
En 2009, il devient membre de l'académie olympique de cyclisme britannique et remporte la médaille de bronze lors de l'épreuve de l'américaine au championnat d'Europe juniors sur piste en compagnie de Sam Harrison. La même année, il représente à nouveau la Grande-Bretagne lors des championnats du monde juniors de cyclo-cross. 
En 2010, il prend la deuxième place lors du Paris-Roubaix réservé aux juniors et remporte la médaille d'or au championnat du monde de course à l'américaine juniors en compagnie de Simon Yates.
En 2011, il traverse la Manche et se consacre principalement à la route et intègre l'équipe Omega Pharma-Lotto-Davo devenue par la suite Lotto-Belisol U23. Durant trois années, il accumule de nombreuses performances encourageantes, qu'il convertit en 2014, en remportant une étape du Tour de Normandie, une étape du Paris-Arras Tour et une étape du Tour de l'Avenir.

### Carrière professionnelle

#### 2015-2017: Bretagne-Séché Environnement

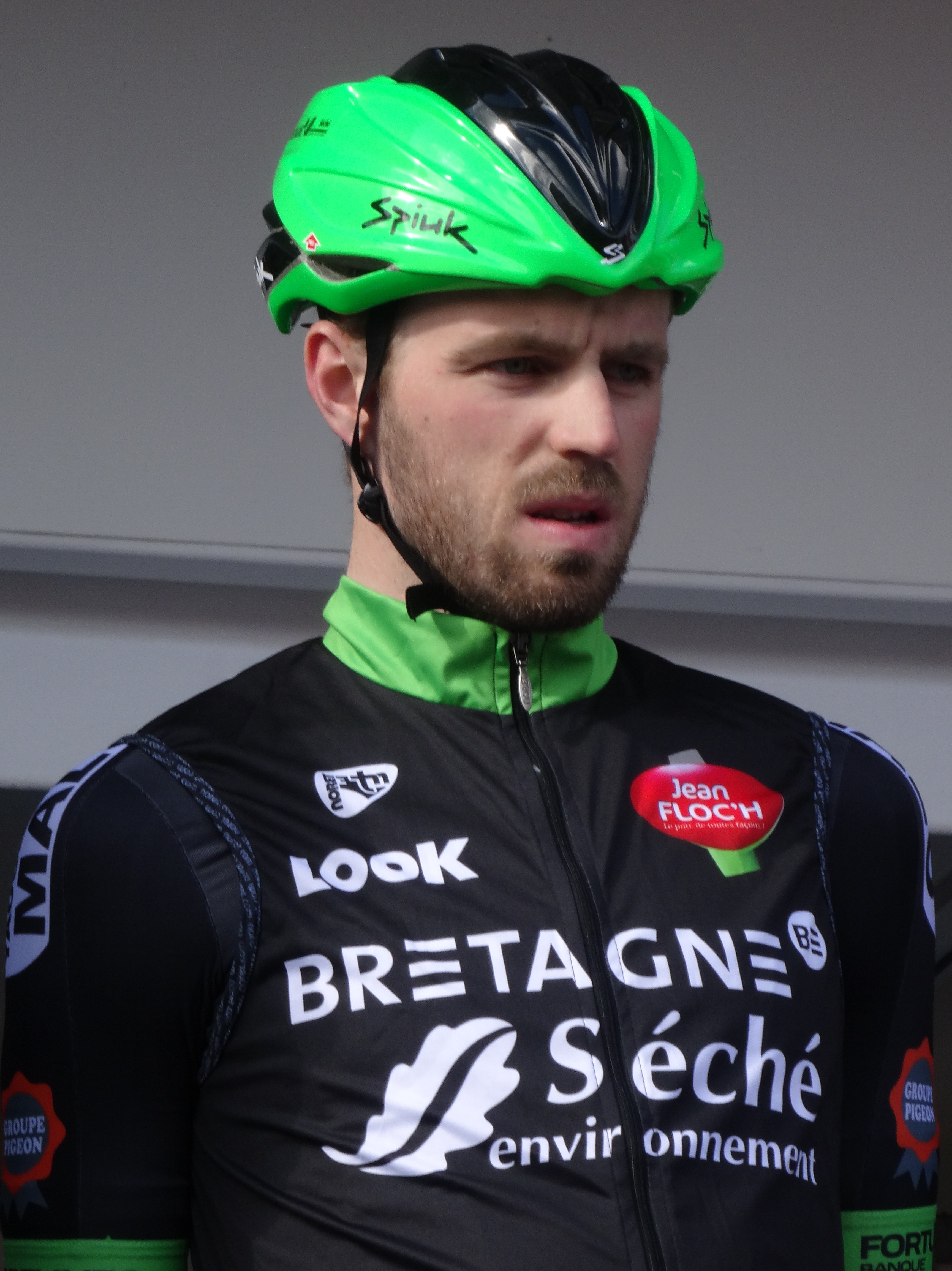
Daniel McLay lors du départ du Samyn 2015 à Quaregnon.

Il passe professionnel en 2015 au sein de l'équipe continentale professionnelle française Bretagne-Séché Environnement. Pour ses premiers pas sous ses nouvelles couleurs, il remporte la 3e étape de la Tropicale Amissa Bongo en début de saison.
En avril 2016, il ajoute à son palmarès le Grand Prix de Denain. Le mois suivant, il empoche un nouveau succès lors du Grand Prix de la Somme. Le 28 juin, son équipe annonce qu'il est retenu pour participer à son premier Tour de France à la suite de ses nombreux accessits sur les étapes du Tour de Belgique (deux 2e places), des Boucles de la Mayenne (une 4e place) et de la Route du Sud (deux 5e places). 
Épaulé par Vegard Breen et Armindo Fonseca, il se distingue dès la première étape (9e), puis sur la troisième (9e) et quatrième (7e) avant de prendre la troisième place de la sixième étape derrière Mark Cavendish et Marcel Kittel. Sa fin de saison est marquée par de nombreuses places d'honneur. 
Dan McLay commence au mieux l'année 2017, troisième de sa première course de la saison, lors du Trofeo Porreres-Felanitx-Ses Salines-Campos, il remporte le Trofeo Palma trois jours plus tard, au nez et à la barbe de Matteo Pelucchi et Nacer Bouhanni. Il s'ensuit une longue période de disette, marquée, seulement, par une 3e place d'étape sur le Tour de Belgique fin mai. Sa deuxième expérience sur le Tour de France se solde par quatre nouveaux tops 10 (8e, 10e, 7e puis 5e d'étape). En grande difficulté lors des étapes de montagne, il franchit trois fois la ligne en dernière position avant de jeter l'éponge lors de la 17e étape. Ce n'est qu'en fin de saison, le 1er octobre, qu'il retrouve le chemin de la victoire, lors du Tour de l'Eurométropole à Tournai.

#### 2018-2019: EF Education First-Drapac
Le 2 octobre 2017, son transfert au sein de la structure World Tour EF Education First-Drapac est annoncé. 
Il lance sa saison 2018 par une quatrième place sur la première étape du Tour de la Communauté de Valence. Il se distingue de nouveau sur le Tour d'Abou Dabi où il termine cinquième d'une étape. Aligné sur Paris-Nice au mois de mars, il participe par la suite à la classique italienne Milan-San Remo et à Gand-Wevelgem. Il remporte sa première victoire sous ses nouvelles couleurs au Circuit de la Sarthe où il s'adjuge la quatrième étape de cette course disputée dans l'ouest de la France. 
Au premier trimestre 2019, il gagne la première étape du Herald Sun Tour. En juillet, il est présélectionné pour représenter son pays aux championnats d'Europe de cyclisme sur route. En fin de saison, il remporte la deuxième étape du Tour du Guangxi.

#### 2020-2024: Arkéa-Samsic
Le 2 octobre 2019, l'équipe continentale professionnelle française Arkéa-Samsic présente son pôle sprinteur où Daniel McLay apparaît dans un nouveau rôle de poisson pilote, notamment auprès de Nacer Bouhanni. Il commence sa saison sur le Tour d'Arabie saoudite où Bouhanni remporte une étape, le classement par points et prend la 2e place du général. En mars, il l'accompagne sur Paris-Nice avant que la saison ne soit suspendue à cause de la pandémie de Covid-19. Il reprend la compétition au mois d'août en Italie où il participe à plusieurs courses dont Milan-San Remo. Le même mois, il se classe troisième d'une étape du Tour de Wallonie, huitième de la Bretagne Classic, quinzième de la Course des raisins et treizième de la Brussels Cycling Classic où Nacer Bouhanni monte sur la dernière marche du podium. En septembre, il remporte deux étapes du Tour du Portugal et prolonge son contrat avec l'équipe Arkéa-Samsic,.
Il quitte la formation bretonne à la fin de l’année 2024.

## Palmarès sur route

### Palmarès amateur
- 2008
  - 4e étape du Tour du Pays de Galles juniors
- 2009
  - 6e étape du Tour d'Irlande juniors
- 2010
  -  Champion de Grande-Bretagne sur route juniors
  - Prologue de l'Isle of Man Junior Tour
  - 1re étape des Trois jours d'Axel
  - Tour du Pays de Galles juniors :
    - Classement général
    - 3e et 4e étapes

  - 2e de Paris-Roubaix juniors
  - 2e du championnat de Grande-Bretagne du contre-la-montre juniors
- 2011
  - Grand Prix de Waregem
- 2012
  - De Drie Zustersteden
  - Grand Prix José Dubois
  - 2e du Kernen Omloop Echt-Susteren
- 2013
  - 2e du Dorpenomloop Rucphen
- 2014
  - 3e étape du Tour de Normandie
  - 3e étape du Paris-Arras Tour
  - Tour de Flandre-Orientale :
    - Classement général
    - 2e étape

  - 3e étape du Tour de l'Avenir
  - 2e du Dorpenomloop Rucphen
  - 3e du championnat de Grande-Bretagne du contre-la-montre espoirs

### Palmarès professionnel
- 2015
  - 3e étape de la Tropicale Amissa Bongo
- 2016
  - Grand Prix de Denain
  - Grand Prix de la Somme
- 2017
  - Trofeo Playa de Palma
  - Eurométropole Tour
  - 3e du Trofeo Porreres-Felanitx-Ses Salines-Campos
- 2018
  - 4e étape du Circuit de la Sarthe
- 2019
  - 1re étape du Herald Sun Tour
  - 2e étape du Tour du Guangxi
- 2020
  - 5e et 6e étapes du Tour du Portugal
  - 8e de la Bretagne Classic
- 2021
  - 2e du Tour du Limbourg
- 2023
  - 10e de Gand-Wevelgem

### Résultats sur les grands tours

#### Tour de France
4 participations
- 2016 : 170e
- 2017 : abandon (17e étape)
- 2021 : abandon (11e étape)
- 2024 : 136e

#### Tour d'Espagne
1 participation
- 2022 : 120e

### Classements mondiaux
| Année                                 | 2011 | 2012 | 2013 | 2014 | 2015 | 2016 | 2017 | 2018  | 2019 | 2020 | 2021 | 2022 | 2023 | 2024 |
| ------------------------------------- | ---- | ---- | ---- | ---- | ---- | ---- | ---- | ----- | ---- | ---- | ---- | ---- | ---- | ---- |
| UCI World Tour                        |      |      |      |      |      | nc   | nc   | 331e  |      |      |      |      |      |      |
| Classement mondial                    |      |      |      |      |      | 109e | 159e | 1310e | 954e | 232e | 216e | 262e | 420e | 948e |
| UCI Europe Tour                       | 745e | 444e | 247e | 136e | 198e | 29e  | 56e  | 1152e | 688e | 193e | 187e | 213e | nc   | nc   |
| UCI Asia Tour                         | nc   | nc   | nc   | nc   | nc   | nc   | nc   | 732e  |      |      |      |      |      |      |
| UCI Africa Tour                       | nc   | nc   | nc   | nc   | 72e  | nc   | nc   | nc    |      |      |      |      |      |      |
|                                       |      |      |      |      |      |      |      |       |      |      |      |      |      |      |
| Légende : nc = non classéSource : UCI |      |      |      |      |      |      |      |       |      |      |      |      |      |      |

## Palmarès sur piste

### Championnats du monde juniors
- Montichiari 2010
  -  Champion du monde de l'américaine juniors (avec Simon Yates)
  -  Médaillé d'argent de la poursuite par équipes juniors
  - 7e de la course aux points juniors

### Championnats d'Europe
- Minsk 2009
  -  Médaillé de bronze de l'américaine juniors

### Championnats nationaux
- 2008
  -  Champion de Grande-Bretagne du scratch juniors
- 2009
  -  Champion de Grande-Bretagne de course aux points juniors
  -  Champion de Grande-Bretagne de l'américaine juniors (avec George Atkins)
  - 2e du championnat de Grande-Bretagne du kilomètre juniors
  - 3e du championnat de Grande-Bretagne de poursuite juniors
  - 3e du championnat de Grande-Bretagne du scratch juniors
- 2010
  -  Champion de Grande-Bretagne du scratch juniors
  - 2e du championnat de Grande-Bretagne de poursuite juniors
  - 3e du championnat de Grande-Bretagne de l'américaine juniors

## Palmarès en cyclo-cross
- 2008-2009
  - 3e du championnat de Grande-Bretagne de cyclo-cross juniors